# Karl Dean
Pour les articles homonymes, voir Dean.
Karl Dean né le 20 septembre 1955, est un homme politique américain, maire de la ville de Nashville dans l'État américain du Tennessee, de 2007 à 2015.
Membre du Parti démocrate, il a été auparavant directeur des affaires juridiques de Nashville sous l'autorité du maire Bill Purcell (en), de 1999 à 2007. En 1990, 1994 et 1998, il a été élu défenseur public (en) de la ville. Avocat de profession, Dean est actuellement professeur auxiliaire de droit à la faculté de droit de l'université Vanderbilt.